# Sirault
Sirault is een dorp in de Belgische provincie Henegouwen, en een deelgemeente van de Waalse stad Saint-Ghislain. Sirault was een zelfstandige gemeente tot aan de gemeentelijke herindeling van 1977.

## Bezienswaardigheden
- De Sint-Amanduskerk (Église Saint-Amand) is een classicistisch kerkgebouw van 1784-1785 dat in 1845 nog vergroot werd.
- De Proostdij (Prévôté) huisvestte de proost van de Sint-Amandsabdij. Het gebouw is van 1683 en werd in 1796 als zodanig opgeheven, waarna het als kasteel dienst ging doen (Château de la Prévôté)..
- De Moulin de Sirault is een watermolen op de Ruisseau des Fontaines. Al in de 19e eeuw werd het een turbinemolen. De molen heeft ook als papiermolen (Moulin à Papier) dienst gedaan.

## Natuur en landschap
De hoogte aan de kerk bedraagt 67 meter.

## Economie
De aanwezige klei leidde tot de opkomst van pottenbakkerij en dakpannenfabricage. Midden 20e eeuw kwam daar een einde aan. Een moderne dakpannenfabriek, in 1908 opgericht, werd spoedig gesloten.
In de 18e eeuw werd al steenkool ontgonnen. Deze was echter van slechte kwaliteit door het hoge zwavelgehalte. In 1868 werd de mijn daarom gesloten. Ook was er sprake van een kalksteengroeve.

## Demografische ontwikkeling
- Bronnen:NIS, Opm:1831 tot en met 1970=volkstellingen

## Nabijgelegen kernen
Neufmaison, Villerot, Baudour, Hautrage